# Tuch
Tuch (arab. طوخ) – miasto w Egipcie, w muhafazie Al-Kaljubijja. W 2006 roku liczyło 41 624 mieszkańców.